# Walter Goss
Walter Goss (* 21. Juli 1928 in San Bernardino, Kalifornien; † 26. Juli 2012) war ein US-amerikanischer Tonmeister.

## Leben
Goss trat 1946 der U.S. Navy bei, wo er eine Elektronikausbildung absolvierte. Er wechselte dann zur U.S. Army, wo er als Master Sergeant für die Wartung der Radarsysteme zuständig war und im Koreakrieg zum Einsatz kam. 1954 trat er aus dem Militär aus und erhielt zunächst eine Anstellung bei Paramount Pictures, danach wechselte er als Tonmeister zu Warner Bros. Entertainment, wo er sein Filmdebüt mit Otto Premingers Der Kardinal hatte.
1973 war er für Beim Sterben ist jeder der Erste zusammen mit Jim Atkinson und Doug E. Turner für den BAFTA Film Award in der Kategorie Bester Ton nominiert. 1978 war er für Die Tiefe gemeinsam mit Rick Alexander, Tom Beckert und Robin Gregory für den Oscar in der Kategorie Bester Ton nominiert.
Goss zog sich 1991 nach Mark L. Lesters Actionfilm Showdown in Little Tokyo aus dem Filmgeschäft zurück. Er starb 2012 im Alter von 84 Jahren und hinterließ seine Frau und drei Söhne. Seine Tochter war bereits drei Jahre zuvor gestorben.

## Filmografie
- 1963: Der Kardinal (The Cardinal)
- 1966: Drei auf einer Couch (Three on a Couch)
- 1967: In der Hitze der Nacht (In the Heat of the Night)
- 1968: Thomas Crown ist nicht zu fassen (The Thomas Crown Affair)
- 1972: Beim Sterben ist jeder der Erste (Deliverance)
- 1977: Die Tiefe (The Deep)
- 1977: Exorzist II – Der Ketzer (Exorcist II: The Heretic)
- 1979: Ein Rabbi im Wilden Westen (The Frisco Kid)
- 1989: Ruf nach Vergeltung (Next of Kin)
- 1991: Showdown in Little Tokyo

## Auszeichnungen
- 1973: BAFTA Film Award in der Kategorie Bester Ton für Beim Sterben ist jeder der Erste
- 1978: Oscar-Nominierung in der Kategorie Bester Ton für Die Tiefe